# Kierivaara
Kierivaara är en kulle i Finland.   Den ligger i den ekonomiska regionen  Tornedalens ekonomiska region  och landskapet Lappland, i den norra delen av landet, 700 km norr om huvudstaden Helsingfors. Toppen på Kierivaara är 164 meter över havet.
Terrängen runt Kierivaara är huvudsakligen platt. Runt Kierivaara är det glesbefolkat, med 17 invånare per kvadratkilometer.